# Antidesma dallachyanum
Antidesma dallachyanum là một loài thực vật có hoa trong họ Diệp hạ châu. Loài này được Baill. mô tả khoa học đầu tiên năm 1866.